# بازيليكا القديس أوغسطينوس
بازيليكا القديس أوغسطينوس هي بازيليكا رومانيَّة كاثوليكيَّة مخصصة على شرف القديس أوغسطينوس. وتقع البازيليكا في مدينة عنابة، الجزائر. تقع البازيليكا تحت سيطرة أبرشية قسنطينة. بدأ العمل على بناء البازيليكا في عام 1881 وانتهي من علمها في 29 مارس 1900، على الرغم من ذلك تكرست الكنيسة في 24 أبريل عام 1914. ويقع أمام البازيليكا تمثال القديس أوغسطينوس أبن طاغاست.
تم بناؤه ليست بعيدة عن بقايا باسيس كنيسة بناها القديس أوغسطينوس، حيث توفي بينما كانت المدينة محاصرة من قبل المخربين. الواقعة أعلى هضبة بوخضرة، والمطلّة على السّاحل، بمدينة عنّابة، شرقي الجزائر، إلى تحفة فنيّة بامتياز، بعد عمليات الترّميم والصّيانة التّي خضعت لها، طيلة 32 شهرًا، شارك فيها مهندسون وخبراء من إيطاليا والجزائر، وفنيّون معماريون مختصّون في البناء العرّيق الذي يمزج بين الأسلوب العربي المغاربي والبيزنطي، الروماني.

## التاريخ

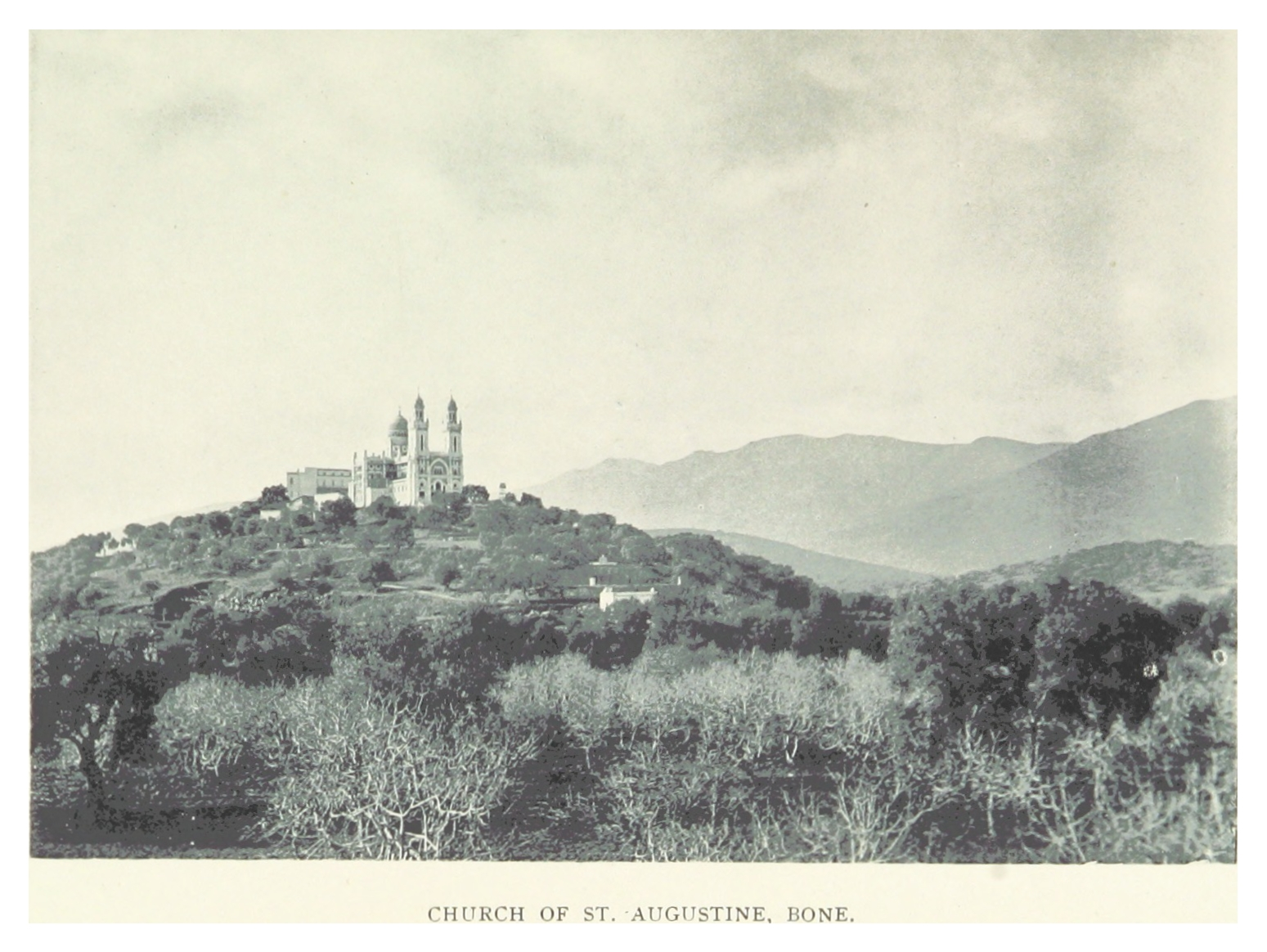
كنيسة القديس أوغسطين (1895)

يعود تاريخ بناء الكنيسة الكاثوليكية “أوغسطينوس بعنابة” لعام 1880م وأستمر إنجازها عشرين عاما، لغاية تدشينها سنة 1900، ويسجل التاريخ فضل ذلك للكاردينال لا فيجري الحاكم الفرنسي بالجزائر في تلك الفترة، وتولى عملية البناء مهندس يدعى ألأباتي الذي نجح في وضع مخطط معماري وفني رائع للكنيسة، جمع بين أساليب البناء المختلفة، ما جعلها منها صرحا وقلعة تحمي مدينة هيبون من أعالي قمة هضبة بوخضرة، وأستعمل في بنائها الرخام الأبيض والمرمر الأحمر والخشب الصلب، ما جعل منها تحفة فنية ومعماري.

## معالم البازيليكا

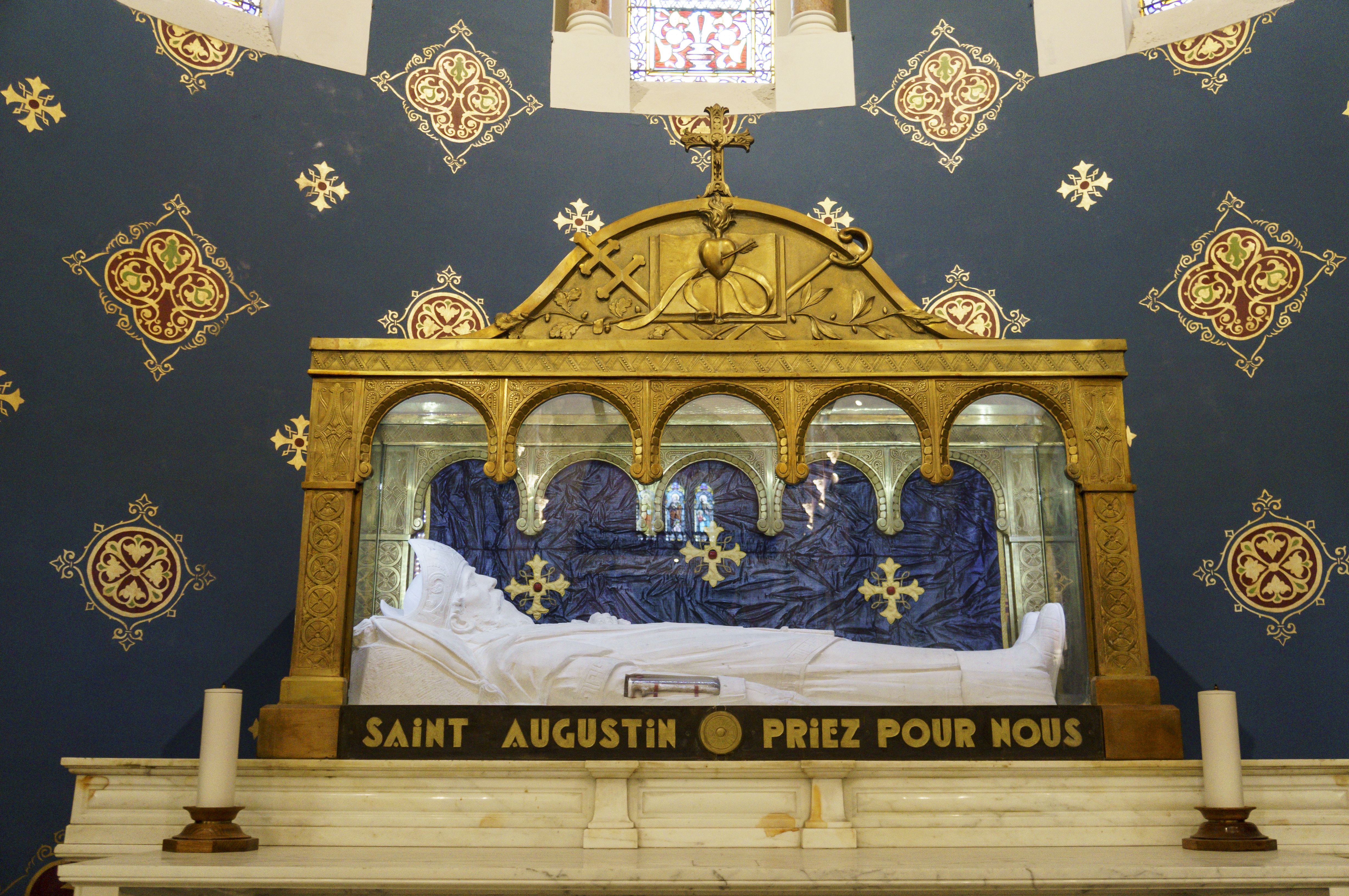
ضريح القديس أوغسطينوس

تتكون كنيسة القديس أوغسطينوس، من قاعة كبيرة للصلاة، ومحراب أيمن صغير لمريم العذراء، فضلاً عن محراب كبير يضمّ ضريح القديس أوغسطينوس، ومحراب أيسر يعتبر مصلى ليوسف النجار ويسوع، إلى جانب بيت الكاهن وأجنحة أخرى، وكذا مدرسة وملجأ لكبار السّن يؤوي العشرات من الشيوخ والعجائز القادمين من مختلف الولايات المجاورة لمدينة عنابة، تسهر على خدمتهم ورعايتهم أخوات مسيحيات وبعضهن من المسلمات.

## النشاطات

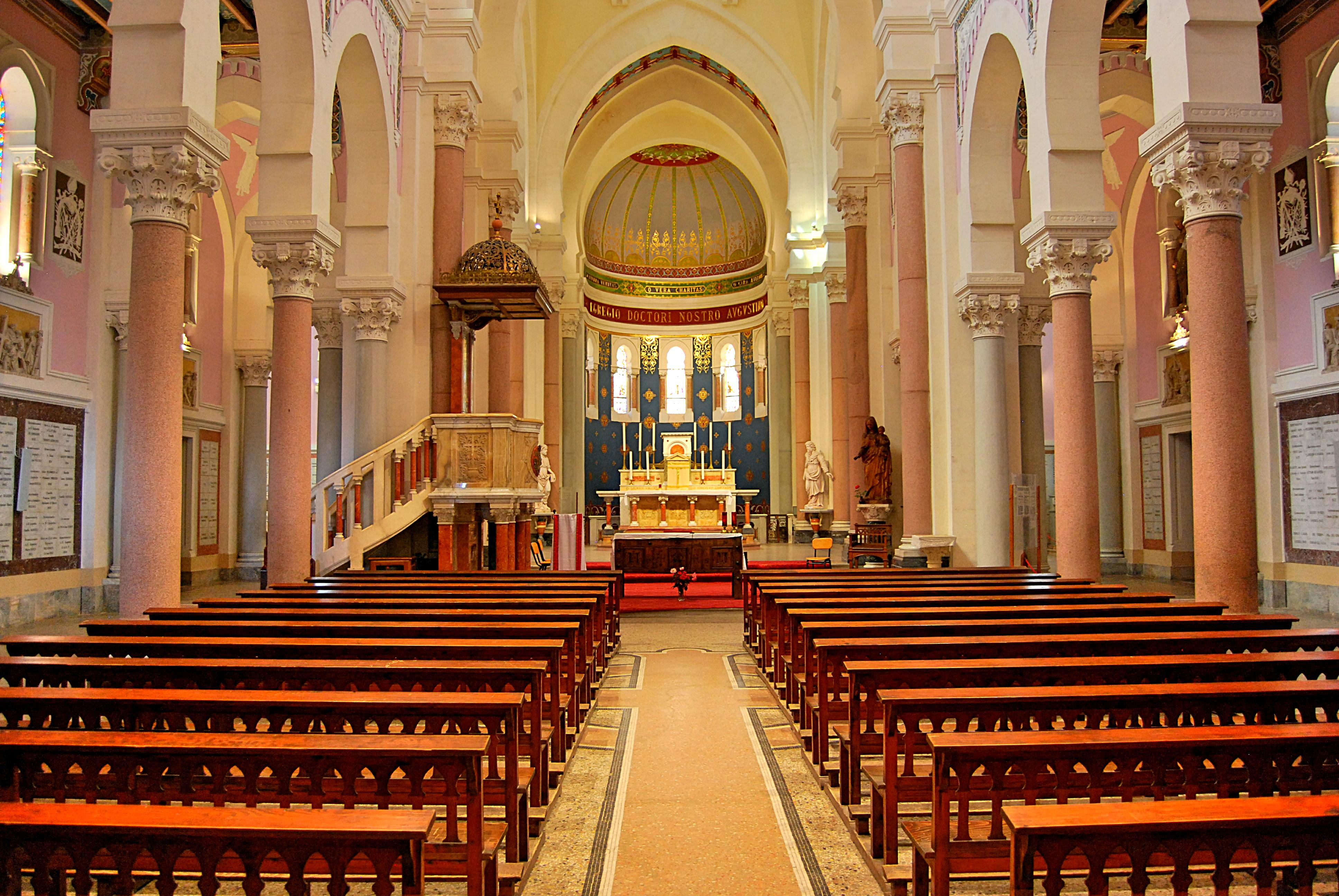
قاعة الصلاة

تجدر الإشارة، إلى أنّ  كنيسة أوغسطينوس بعنابة، تقدم الكثير من الخدمات على غرار صلاة الأحد الأسبوعية، ودروس لتكوين المسيحية لأبناء المسيحيين وأغلبهم يقيمون بولايات عنابة، وسوق أهراس، وقالمة، وسكيكدة، وسطيف، وقسنطينة، وجيجل، فضلاً عن العشرات منهم من العمال المتواجدين بقواعد الحياة للشركات الأجنبية العاملة بالجزائر، سيما على مستوى مركب الحديد والفولاذ بالحجار بمدينة عنابة، وقاعدة مؤسسّة سوناطراك للبترول والمنتجات النفطية بسكيكدة، بخلاف خدمات أخرى ترى من خلالها الكنيسة بأنها تحافظ على قوة ومتانة الجسر الذي يربطها والمجتمع الجزائري المسلم.

## وصلات خارجية
- كنيسة القديس أوغسطين مرفق تاريخي وسياحي في مدينة عنابة الساحلية الجزائرية